# Boris Popović (1979)
Boris Popović (Belgrado, 30 marzo 1979) è un pallanuotista serbo, centroboa del Radnički con cui ha vinto tre campionati serbi, una Coppa di Serbia ed una Lega Adriatica. Dopo aver indossato le calottine del Bogliasco e del Nervi, dal 2009 al 2013 ha giocato con la RN Florentia, dove ha disputato una finale di Coppa LEN.